# واپشه وژنه
واپشه وژنه (به لاتین: Łapsze Wyżne) یک روستا در لهستان است که در گمینا واپشه نگژنه واقع شده‌است. واپشه وژنه ۸۰۰ نفر جمعیت دارد.